# Stanislav Holubec
Stanislav Holubec (* 14. července 1978, Hradec Králové) je český historik, sociolog a publicista.

## Životopis
Je absolventem Filozofické fakulty Univerzity Karlovy v Praze, kde vystudoval obory historie a sociologie. V roce 2016 se na téže fakultě habilitoval jako docent. Je vědeckým pracovníkem v oddělení dějin 20. století Historického ústavu Akademie věd ČR. Vedle toho vyučuje na Katedře společenských věd Pedagogické fakulty Jihočeské univerzity, působil rovněž na Filozofické fakultě Univerzity Hradec Králové a na Univerzitě v Jeně.
Odborně se zaměřuje na sociální dějiny a historickou paměť, meziválečné Československo, historii středovýchodní Evropy v 20. století a na historickou sociologii. Jako publicista se zabývá levicovými tématy, je aktivní též ve Sdružení pro levicovou teorii.

### Ocenění
- 2025 – Cena Miroslava Ivanova v kategorii regionální dějiny za knihu Krkonoše tří národů: Zrod a proměny moderní turistiky v letech 1860–1960[5]